# Juan Ugarte Aiestarán
Juan Ugarte (Sant Sebastià, 7 de novembre de 1982) és un exfutbolista basc, que ocupava la posició de davanter. Va militar a diversos clubs bascos i britànics. Amb el Wrexham AFC va aconseguir marcar cinc gols en un sol encontre, enfront del Hartlepool United (6 a 4, marcador final).

## Trajectòria esportiva
Comença la seua carrera a la Reial Societat, amb qui debuta a la primera divisió en un encontre de la temporada 01/02. Posteriorment passa per la SD Eibar, Real Unión de Irun i Barakaldo CF.
El 2004 marxa a Anglaterra, fitxant pel Dorchester Town. A l'any següent recala al Wrexham, on ha desenvolupat bona part de la seua carrera. Amb aquest equip hi va tenir una bona actuació a la LDV Vans Trophy, marcant contra els rivals locals Chester City.
Va militar a la League One amb el Crewe Alexandra, on va estar afectat per les lesions. Després de retornar al Wrexham i donades les persistents recaigudes, el davanter s'hi retiraria al gener del 2008.